# Mary Shelleyová
Mary Wollstonecraft Shelleyová (nepřechýleně Shelley, rozená Wollstonecraft Godwin; 30. srpna 1797, Londýn – 1. února 1851, Londýn) byla anglická spisovatelka tvořící v období romantismu, která psala mimo jiné gotické romány, známá je především svým dílem Frankenstein. Byla druhou manželkou Percyho Bysshe Shelleyho.

## Biografie
Mary Shelleyová se narodila v Somers Town v Londýně v roce 1797. Byla druhou dcerou slavné feministky a spisovatelky Mary Wollstonecraftové. Její otec, William Godwin, byl také slavný, byl to anarchistický filosof, romanopisec, novinář a ateista. Matka Mary zemřela na horečku omladnic 11 dní po jejím narození. Od té doby ji vychovával otec Godwin, který jí poskytl bohaté, i když neformální vzdělání a vštěpoval jí své vlastní liberální politické teorie. Když jí byly čtyři, její otec se opět oženil, ale Mary měla se svou nevlastní matkou a jejími dětmi komplikovaný vztah. V roce 1812 tak byla dospívající Mary poslána do Skotska, údajně kvůli jejímu zdraví, ve skutečnosti patrně kvůli napětí mezi ní a macechou.
Roku 1814 se vrátila domů a ihned navázala milostný poměr s jedním z politických stoupenců svého otce, Percym Bysshe Shelleym, který byl v té době ženatý. Jí bylo tehdy sedmnáct. Přestože byl její otec na svou dobu volnomyšlenkář, takové chování své dcery nesnesl a vydědil ji. Společně s nevlastní sestrou Claire Clairmontovou se Mary a Shelley vydali přes Francii do Německa a dále cestovali napříč kontinentální Evropou. Po jejich návratu do Anglie čekala Mary s Percym dítě. Během následujících dvou let čelila s Percym kritice ze strany společnosti, neustálým dluhům a smrti jejich předčasně narozené dcery. Po sebevraždě Shelleyho první ženy Harriet roku 1816 milenci uzavřeli sňatek.
Léto roku 1816 pár strávil ve společnosti Lorda Byrona, Johna Williama Polidoriho a Claire Clairmontové ve Švýcarsku blízko Ženevy, kde se zrodil nápad pro román Frankenstein poté, co při společném čtení německých strašidelných příběhů Byron navrhl, aby se každý z nich pokusil napsat něco podobného. Kniha vyšla 1. ledna 1818. Román je někdy označován za první sci-fi v dějinách. Do dnešních časů vzniklo kolem stovky filmových i divadelních zpracování tohoto románu. O jeho vzniku a vztahu Mary a Shelleyho pojednává několik filmů, včetně Russellovy Noci hrůzy (v originále Gothic, 1986) či Passerova Strašidelného léta (v originále Haunted Summer, 1988). Sama Shelleyová vzpomínky na tu dobu zachytila v cestopise History of a Six Weeks’ Tour (1817).
Román byl inspirován objevem galvanismu. Ten je definován jako kontrakce svalu vyplývající z aplikace elektrického proudu na specifické tkáně organismu. Tento efekt byl pojmenován po Luigi Galvani, renomovaném italském vědci z 18. století. V úvodním textu autorka uvádí, že zaslechla mnoho diskusí na toto téma mezi svým manželem Percy Shelley a jejím přítelem Lordem Byronem. Protože se jednalo o nově objevený efekt, ona a mnozí věřili, že je možné oživit mrtvé organismy pomocí elektřiny. Píše: „Možná by byla oživena mrtvola; galvanismus dal znamení takových věcí; možná by mohly být jednotlivé součásti tvora vyrobeny, spojeny dohromady a vystaveny vitálnímu teplu“ (Shelley's 1831 Introduction).
Shellyovi roku 1818 opustili Británii a odešli do Itálie, usadili se v Pise. Tam za nimi na nějaký čas přijel i Byron. Tam také přišli o druhé i třetí dítě, než se Mary narodil jediný potomek, který přežil, Percy Florence Shelley. V roce 1822 se její manžel utopil, když se jeho plachetnice potopila během bouřky při městě Viareggio. Shelleyová na to reagovala psaním básní, jimž se jinak příliš nevěnovala.
O rok později se Mary Shelleyová vrátila do Anglie a oddala se redigování nevydaných Shelleyho rukopisů, což po ni bylo důležité i ekonomicky. Avšak roku 1824 musela s touto činností přestat, když tchán Timothy Shelley reagoval hněvivě a popuzeně na její redakci synových Posmrtných básní. Spor ukončili dohodou, že za života Timothyho nebude Mary publikovat žádné další spisy svého zesnulého manžela. Naopak neustoupila tchánově nátlaku, aby mu svěřila do péče svého syna, i když se vystavovala hrozbě, že ji tchán přestane finančně podporovat. Syna uhájila a tchán jí finanční podporu ponechal.
Poté se věnovala své vlastní tvorbě. Byl to její klíčový zdroj příjmů, a tak postupovala leckdy i značně „marketingově“, začala kupříkladu na obálky svých knih tisknout „od autorky Frankensteina“. Dnes je z těchto jejích pozdních prací vyzdvihován zejména román Poslední člověk (1826). Pojednává o světě zničeném morovou epidemií a často bývá označován za první postapokalyptickou sci-fi. Rok 1826 byl pro ni zlomem i v ekonomické oblasti, neboť její syn, tehdy sedmiletý, se po úmrtí Shelleyho syna z prvního manželství stal dědicem šlechtického titulu baronet. Od té doby si mohla dovolit znovu cestovat. Roku 1828 toho využila k cestě do Paříže, kde se mj. setkala s generálem Lafayettem a mladým romanopiscem Prosperem Meriméem. V Paříži se ale též nakazila neštovicemi a musela se vrátit do Anglie.
Roku 1839 tchán zrušil zákaz vydávat Shelleyho texty, a tak se pustila znovu do jejich přípravy. Podařilo se jí vydat manželovy sebrané spisy ve čtyřech svazcích. Poté se vydala znovu do Evropy, na dlouhou cestu, která trvala od června 1842 do srpna 1843. Vydala o ní i cestopis pod názvem Rambles in Germany and Italy (1844). Šlo o poslední knihu vydanou za jejího života.
Poté její psychický stav značně zhoršily dva pokusy o vydírání. Zvláště ten první byl pro ni pokořující, neboť přišel ze strany italského politického exulanta Ferdinanda Gatteschiho, kterého nejprve všemožně, i finančně, podporovala. Psala mu tak vstřícné dopisy, až Gatteschi usoudil, že by šly vykládat jako vyznání lásky a začal Shelleyovou vydírat, že pokud mu nezaplatí, dopisy zveřejní a bude ji kompromitovat. Podařilo se jí podvodníka zpacifikovat a nechat mu zabavit všechny dopisy, co mu psala, ale případ zrazené důvěry jí velmi zranil.
V závěru jejího života ji sužovaly nemoci, které nejspíš způsobil nádor na mozku, jenž ve věku 53 let zapříčinil její smrt.

## Dílo
- Frankenstein (1818) – hororový román o stvoření umělého člověka, situovaný do ruin hesenského hradu v Darmstadtu
- Mathilda (1819)
- Valperga; or, The Life and Adventures of Castruccio, Prince of Lucca (1823) – historický román o toskánském kondotiérovi Castrucciovi a jeho lásce
- The Last Man – Poslední člověk (1826) – česky Praha: Academia 2024. ISBN 978-80-200-3473-1 (přeložil Ladislav Nagy)
- The Fortunes of Perkin Warbeck (1830) – historický román o anglickém následníkovi trůnu, romantická vize ideální vlády na konci středověku
- Lodore (1835) – novela o hledání společenské emancipace dvou dcer, Ethel a Cornelie, v patriarchální rodině britského aristokrata
- Falkner (1837) – novela o výchově osiřelé dívky tyranským otčímem a o její první lásce
- Rambles in Germany and Italy 1840, 1842 a 1843 (1844); cestopisné črty.